# 但納特·法賽爾
但納特·法賽爾（英語：Dante Bruno Fascell，1917年3月9日—1998年11月28日）是一名美國政治人物，於1955年至1993年擔任代表佛羅里達州第十九國會選區的聯邦眾議員。1983年至1993年，他擔任美國眾議院外交委員會主席。

## 外部連結
- 但納特·法賽爾－美國國會國家人物傳記大辭典

- The Dante B. Fascell Congressional Papers, 1955-1993 （页面存档备份，存于） is/are available at the Special Collections Division （页面存档备份，存于）, University of Miami Libraries.
- The Emergency Committee for Reappraisal of United States Overseas Programs and Policies （页面存档备份，存于）
- The Georgetown University （页面存档备份，存于）
- C-SPAN內的頁面（英文）